# 文罗镇
文罗镇，是中华人民共和国海南省陵水黎族自治县下辖的一个乡镇级行政单位。

## 行政区划
文罗镇下辖以下地区：
新华村、文英村、五星村、龙马村、文新村和坡村。